# Kuźnica Czeszycka (gmina)
Kuźnica Czeszycka – dawna gmina wiejska istniejąca w latach 1945–1954 w województwie wrocławskim (dzisiejsze województwo dolnośląskie). Siedzibą władz gminy była Kuźnica Czeszycka.
Gmina Kuźnica Czeszycka powstała po II wojnie światowej na terenie tzw. Ziem Odzyskanych (tzw. II okręg administracyjny – Dolny Śląsk). 28 czerwca 1946 gmina – jako jednostka administracyjna powiatu sycowskiego – weszła w skład nowo utworzonego woj. wrocławskiego.
Według stanu z 1 lipca 1952 gmina składała się z 8 gromad: Czeszyce, Grabownica, Kuźnica Czeszycka, Łazisko, Nowa Wieś Goszczańska, Pajęczak, Stara Huta, i Suliradzice. Gmina została zniesiona 29 września 1954 wraz z reformą wprowadzającą gromady w miejsce gmin. Jednostki nie przywrócono 1 stycznia 1973 wraz z kolejną reformą reaktywującą gminy.